# آلیس مینل
آلیس مینل (انگلیسی: Alice Meynell; ۲۲ سپتامبر ۱۸۴۷ – ۲۷ نوامبر ۱۹۲۲) یک نویسنده، و مقاله‌نویس اهل بریتانیا بود.